# Thesium tauricolum
Thesium tauricolum är en sandelträdsväxtart som beskrevs av Boiss. & Hausskn.. Thesium tauricolum ingår i släktet spindelörter, och familjen sandelträdsväxter. Inga underarter finns listade i Catalogue of Life.